# Шкловський Віктор Борисович
Ві́ктор Бори́сович Шкло́вський (24 січня 1893 — 6 грудня 1984, Москва, РРФСР) — російський письменник, літературознавець, кінодраматург, кінознавець, українофоб. Лауреат Державної премії СРСР (1979), член Спілки кінематографістів Росії.

## Життєпис
Навчався в Петербурзькому університеті (1912—1914). На початку 1920-х його та Євгена Замятіна учнями було створено об'єднання літераторів «Серапіонові брати» (до групи входили Корній Чуковський, Микола Гумільов, Борис Ейхенбаум та інші). З квітня 1922 по липень 1923 перебував у вигнанні в Берліні.
Автор сценаріїв фільмів:
- «За законом» (1926),
- «Третя Міщанська» (1927, у співавт.),
- «Мінін і Пожарський» (1939),
- «Алішер Навої» (1948, у співавт.),
- «Три товстуни» (1963) та ін.,

Єдиний науково-фантастичний твір Шкловського — написаний у співавторстві з В. В. Івановим авантюрно-пригодницький роман «Іприт» (1925), виконаний у традиціях «червоного Пінкертона» і являє собою напівпародійну літературну забаву; до фантастичних елементів роману належать хімічна війна і світова революція в близькому майбутньому. В широкій літературознавчій спадщині Шкловського можна відзначити його книги про Ф. Достоєвського і В. Маяковського. Шкловський — автор багатьох кінознавчих праць з питань сценарної майстерності, екранізації. Один з перших розпочав досліджувати творчість О. Довженка. Автор біографії Льва Толстого.

## Українофобські погляди
Описуючи вступ армії УНР до Києва, був глибоко обурений, що вони розпочали українізацію, бо, за його словами, Київ завжди був російським. Писав: «Я не смеюсь над украинцами, хотя мы, люди русской культуры, в глубине души враждебны всякой „мове“. Сколько смеялись мы над украинским языком. Я сто раз слыхал: „Самопер попер на мордописню“, что равно: „Автомобиль поехал в фотографию“».